# Кабельный домкрат
Кабельный домкрат — это грузоподъёмный механизм для поднятия кабельных барабанов на небольшую высоту, используется в качестве отдающего устройства при перемотке и прокладке кабеля.

Основной принцип действия кабельных домкратов: через центральное отверстие кабельного барабана продевается ось домкрата, на ось устанавливаются центрирующие конусы или втулки, поджимные башмаки продвигаются по оси до щеки барабана и фиксируются зажимом. Стойки кабельного домкрата устанавливаются по обе стороны барабана, обеспечивая рабочий зазор между щекой барабана и конструкцией стойки (обычно 100 мм), значительное увеличение этого зазора повлечет за собой увеличение изгибающего момента на оси, а как следствие — возможную поломку. Далее совмещаются ложементы с осью и задействуется механизм подъема, будь то винтовая пара, гидравлика или рычажная система. Подъем осуществляется на высоту, обеспечивающую компенсацию неровностей щек барабана плюс гарантированный зазор между щекой и поверхностью, на которой стоят стойки, обычно это порядка 50—100 мм

Основные узлы кабельного домкрата:
- стойка;
- подъемный механизм;
- ложемент;
- ось.

Кабельные домкраты классифицируются:

1. По принципу действия:
- Винтовые кабельные домкраты — это домкраты, работающие по типу винтовой пары (винт-гайка), при этом, как правило, в процессе подъема кабельного барабана гайка имеет вращательное движение, а винт — поступательное. Винтовые кабельные домкраты, в свою очередь, подразделяются на:

- толкающие;
- тянущие.

- Гидравлические кабельные домкраты — это домкраты, в которых в качестве подъемного механизма используется гидравлический цилиндр или гидравлический домкрат. Подъем кабельного барабана осуществляется путём возвратно-поступательных движений ручки гидростанции или гидравлического домкрата.
- Рычажные кабельные домкраты — это домкраты, в которых подъем кабельного барабана осуществляется с помощью рычага, требуемое усилие развивается за счет разницы плеч рукоятки и ложемента относительно точки опоры.

2. По конструкции ложемента:
- с подвижными элементами — это кабельные домкраты, обеспечивающие облегчённое вращение установленной на них оси, применяются при необходимости обеспечить малое сопротивление при размотке кабеля, к недостаткам такого ложемента можно отнести инерционность системы, то есть при размотке барабан, приняв некоторую частоту вращения, в силу большой массы обладает приличной инерцией и, как следствие, долго останавливается после снятия тянущего усилия;
- c неподвижным местом установки оси.

 3. По конструкции оси:
- кабельные домкраты с подшипниками;
- кабельные домкраты без подшипников.

Аксессуарами кабельных барабанов являются:
- Поджимные башмаки на ось — для исключения перемещения барабана по оси во время перемотки кабеля;
- Центрирующие конусы — для плавного и безопасного разматывания кабеля и центрирования кабельного барабана относительно оси, на которой барабан установлен;
- Колесные опоры — для удобства перемещения.

Кабельные домкраты обеспечивают возможность размотки кабеля с кабельных барабанов различных типоразмеров.